# Harry Bernsen
Harry Bernsen, Jr. (Chicago, 14 de junio de 1925 - Woodland Hills, Los Ángeles, 31 de mayo de 2008) fue un productor de cine y televisión estadounidense.

## Vida
Bernsen nació en Chicago, Illinois, Estados Unidos el 14 de junio de 1925. Al terminar sus estudios en Tecnología-Chicago en la década de 1940-50, aplica a la prueba de admisión en la Escuela de Teatro de Illinois, en la cual no fue admitido.
Iniciada la década de 1950 conoce a Jeanne Cooper e inician un romance a escondidas. En el año 1954 se casan y nace su primer hijo, el también actor Corbin Bernsen. Luego nace su segundo hijo, Collin Bernsen, y por último su única niña, Caren Bernsen.
Inició su carrera como productor asociado en 1971 produciendo la película de drama, comedia y thriller, Cerco de fuego, que contó con las participaciones de James Stewart, George Kennedy, Anne Baxter y Strother Martin.
Su segunda película fue La primera ametralladora del Oeste, que contó con las participaciones de Dean Martin, Brian Keith, Honor Blackman y Carol White. 
En el 1974, fue el productor ejecutivo de la película de acción Los demoledores, que contó con las participaciones de Jim Brown, Fred Williamson, Jim Kelly y Sheila Frazier.
En el año 1975, produce ejecutivamente la película Por la senda más dura, que cuenta con las participaciones de los mismos actores de Los demoledores, con Jim Brown, Jim Kelly, Fred Williamson y Lee Van Cleef (este último no participó en Los demoledores).
En 1976 produce la serie ABC Afterschool Specials, con la participación de Lance Kerwin, Samaria Graham, Mara Hobel y Alexa Kenin. Un año después, en 1977, se divorcia de Jeanne Cooper.
En 1978 produce la miniserie The Awakening Land, con las participaciones de Elizabeth Montgomery, Hal Holbrook, Jane Seymour y William H. Macy. En 1999 se retira por problemas de salud.
El 31 de mayo de 2008 muere en su casa, en Woodland Hills, California, Estados Unidos, por causas naturales.

## Filmografía

### Como Productor/Ejecutivo
- The Awakening Land (1978) - Miniserie
- ABC Afterschool Specials (1976) - Serie de televisión
- Por la senda más dura (1975) - Película
- Los demoledores (1974) - Película

### Como Productor Asociado
- La primera ametralladora del Oeste (1971) - Película
- Cerco de fuego (1971) - Película